# 唄人羽のはね、ときどきしゃべりびと!?
唄人羽のはね、ときどきしゃべりびと!?は、CROSS FMで放送されていたラジオ番組。ナビゲーターは唄人羽。放送期間は2000年4月3日から2008年9月30日まで放送されていた。

## 放送時間の変遷
- 2000年4月-2002年3月：毎週月曜日 24:00-25:00 帯番組「MUSIC VOICE」の月曜版として放送開始。
- 2002年4月-2003年3月：毎週日曜日 10:00-11:00 「MUSIC VOICE」終了により、独立番組となる。
- 2003年4月-2006年3月：毎週火曜日 23:00-24:00
- 2006年4月-2008年3月：毎週火曜日 24:00-25:00
- 2008年4月-2008年9月：毎週火曜日 25:00-26:00

## コーナー
- ふくろう便
- 君におくる３行のラブメール
- 名言をつくろう!
- ズバッと解決!恋愛相談所
- 今さらテツロー
- トムイチとジェリロウ
- カバーしようぜ!